# Dorfkirche Krewelin

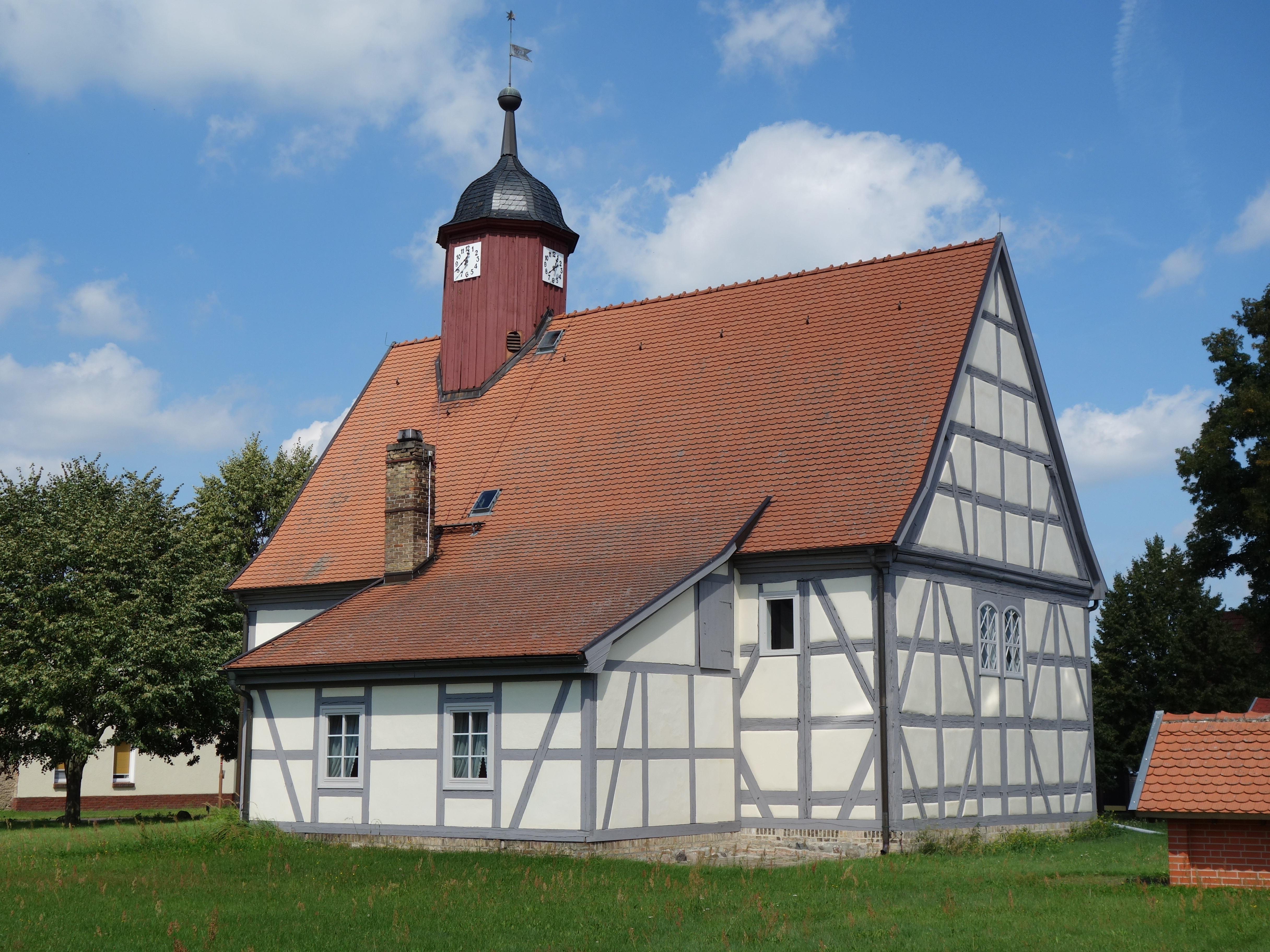
Dorfkirche Krewelin

Die evangelische, denkmalgeschützte Dorfkirche Krewelin steht in Krewelin, einem Ortsteil der Stadt Zehdenick im Landkreis Oberhavel von Brandenburg. Die Kirche gehört zum Kirchenkreis Oberes Havelland der Evangelischen Kirche Berlin-Brandenburg-schlesische Oberlausitz.

## Beschreibung
Die Fachwerkkirche wurde 1694 gebaut. Sie besteht aus einem Langhaus, aus dessen Satteldach sich im Westen ein achteckiger Dachreiter mit der Turmuhr erhebt, der mit einer schiefergedeckten Glockenhaube abschließt. Nach Süden befindet sich unter dem Schleppdach ein Anbau.
Der Innenraum des Langhauses ist mit einer Holzbalkendecke überspannt die auf einem Unterzug ruht, der in der Mitte von einer Stütze getragen wird. Der Kanzelaltar und die Emporen im Westen und Süden stammen aus der Bauzeit. Das Taufbecken kam erst am Anfang des 18. Jahrhunderts hinzu. Die Orgel mit fünf Registern, einem Manual und einem Pedal wurde 1907 von der Alexander Schuke Potsdam Orgelbau gebaut. Die Glocke der Kirche wurde 1794 von Johann Friedrich Thiele in Berlin gegossen.